# آلفرد کرن
آلفرد کرن (انگلیسی: Alfred Corn؛ زادهٔ ۱۴ اوت ۱۹۴۳) شاعر، نویسنده، نقاد اهل ایالات متحده آمریکا است.
وی همچنین برندهٔ جوایزی همچون برنامه فولبرایت و کمک‌هزینه گوگنهایم شده‌است.